# Departament Piechoty Ministerstwa Spraw Wojskowych
Departament Piechoty Ministerstwa Spraw Wojskowych (Dep. Piech. MSWojsk.) – fachowy organ pracy I wiceministra spraw wojskowych w sprawach piechoty, w latach 1921–1939.

## Departament Piechoty MSWojsk. w latach 1921–1939
W pierwszej dekadzie marca 1920 przystąpiono do reorganizacji Ministerstwa Spraw Wojskowych. Podstawą nowej organizacji ministerstwa był rozkaz L. 1792/Org. z 20 lutego 1920. Wśród nowo utworzonych komórek organizacyjnych znalazł się Departament I Broni Głównych i Wojsk Taborowych. Departament, na którego czele stał gen. por. Stanisław Puchalski (od listopada 1920 gen. ppor. Józef Czikel) składał się z czterech sekcji i kancelarii. Jedną z sekcji była Sekcja I Piechoty. Szefem sekcji mianowany został ppłk Michał Tokarzewski-Karaszewicz, a po nim mjr Ludwik Bittner (VI-VIII 1920). Do zadań sekcji należała organizacja jednostek piechoty, opracowywanie dla jednostek i szkół piechoty programów wyszkolenia, opiniowanie i współuczestniczenie w próbach i doświadczeniach z bronią i amunicją, a także współpraca z Oddziałem I Sztabu MSWojsk. w pracach nad mobilizacją i demobilizacją.
10 sierpnia 1921 minister spraw wojskowych na mocy rozkazu L. 4900/Org. ustalił pokojową organizację Ministerstwa Spraw Wojskowych. Statut organizacyjny MSWojsk. został zatwierdzony przez Radę Ministrów 19 sierpnia tego roku. Zgodnie z nową organizacją zlikwidowany został Departament I Broni Głównych i Wojsk Taborowych, a na bazie Sekcji I Piechoty zorganizowany Departament I Piechoty. Szefem departamentu mianowany został gen. ppor. Stanisław Wróblewski. Posiadał on uprawnienia dyscyplinarne dowódcy dywizji. Na siedzibę departamentu wyznaczono Pałac Mostowskich w Warszawie. Departament składał się z dwóch wydziałów:
- Piechoty z szefem płk. Michałem Bajerem,
- Żandarmerii z szefem ppłk. Władysławem Jaxa-Rożenem.

Szefowie wydziałów posiadali uprawnienia dyscyplinarne dowódcy pułku. W gestii departamentu leżały studia nad organizacją, wyszkoleniem, mobilizacją, demobilizacją piechoty i żandarmerii, sprawy obsady personalnej jednostek piechoty i żandarmerii do stanowiska dowódcy batalionu (równorzędnego) włącznie, administracja specjalnych działów wojskowych oraz przeprowadzanie inspekcji w imieniu ministra. We wrześniu 1921 roku w strukturę departamentu włączono, przejściowo, stanowisko inspektora czołgów, które zajmował ppłk Wilhelm Orlik-Rückemann. Następnie utworzono referat czołgów, którego kierownikiem był kpt. piech. Władysław Trzeciak, a od 1 stycznia 1925 roku kpt. piech. Antoni Korczyński.
9 sierpnia 1923, w wyniku likwidacji Departamentu Spraw Poborowych, w struktury Departamentu Piechoty włączony został Wydział Poborowy kierowany przez płk. SG Karola Froehlicha. 1 sierpnia 1924 zlikwidowany został Wydział Indywidualizacji Żołnierza Departamentu VIII Sanitarnego MSWojsk., a w jego miejsce, strukturze Wydziału Poborowego Departamentu I Piechoty MSWojsk. utworzony Referat Indywidualizacji Żołnierza. Referat zajmował się pracami antropometrycznymi. Skład osobowy referatu stanowił jeden oficer sztabowy (major) i dwóch oficerów młodszych (kapitan / podporucznik) oraz dwóch urzędników cywilnych.
W listopadzie 1925 w strukturze departamentu pojawiła się nowa komórka organizacyjna – Wydział Wychowania Fizycznego i Przysposobienia Wojskowego. Utworzenie wydziału było konsekwencją powierzenia szefowi departamentu spraw związanych z wychowaniem fizycznym i przysposobieniem wojskowym w całych siłach zbrojnych. 12 marca 1926 na stanowisku szefa tego wydziału zatwierdzony został ppłk piech. Anatol Minkowski.
28 czerwca 1926 minister spraw wojskowych wydał rozkaz o reorganizacji MSWojsk. W ramach przeprowadzonej reorganizacji Departament Piechoty podporządkowano II wiceministrowi spraw wojskowych, jako jeden z jego organów pracy. W ramach departamentu utworzono Samodzielny Referat Administracyjno-Budżetowy.
24 marca 1927 Wydział Wychowania Fizycznego i Przysposobienia Wojskowego przeniesiony został do nowo utworzonego Państwowego Urzędu Wychowania Fizycznego i Przysposobienia Wojskowego. 1 czerwca tego roku Wydział Żandarmerii przeformowano w Dowództwo Żandarmerii i podporządkowano bezpośrednio II wiceministrowi spraw wojskowych.
W lutym 1928 ukazał się pierwszy numer miesięcznika "Przegląd Piechoty". Redaktorami naczelnymi tego czasopisma byli: mjr dypl. Mieczysław Pęczkowski (do lutego 1938) i płk dypl. Marian Porwit (lipiec 1938-sierpień 1939). Redakcja została umieszczona w etacie departamentu, który od 1934 był wyłącznym wydawcą pisma. W czerwcu 1931 utworzono stanowisko II redaktora. Służbę na tym stanowisku pełnili: mjr dypl. Kazimierz Bieńkowski (czerwiec 1931-czerwiec 1934 i luty 1936-sierpień 1939) i mjr dypl. Albin Habina (czerwiec 1934-luty 1936). Do września 1939 wydano 140 numerów przeglądu plus dwa zeszyty specjalne.
6 września 1928 Wydział Poborowy przeniesiony został do nowo utworzonego Biura Uzupełnień. 17 listopada tego roku ustalona została nowa organizacja departamentu:
- Wydział Ogólny,
- Wydział Studiów,
- Referat Personalny,
- Referat Rejestracji,
- Referat Budżetowy.

W 1929 w miejsce referatu zorganizowano Wydział Personalny. 9 października tego roku ustalona została obsada personalna departamentu:
- szef departamentu – płk dypl. Józef Ćwiertniak,
- szef Wydziału I Studiów – mjr Wilhelm Heinrich,
- szef Wydziału II Ogólnego – mjr Konstanty Jabłoński,
- szef Wydziału III Personalnego – mjr Bolesław Gancarz.

1 listopada 1934, w ramach częściowej reorganizacji ministerstwa mającej ułatwić dowodzenie broniami i służbami o charakterze specjalnym, z Departamentu Piechoty wyłączono Wydział III i podporządkowano go szefowi Biura Personalnego MSWojsk.
10 października 1936 przekształcono dotychczasowy Referat Muzyczny w Wydziale II, w Wydział Orkiestr Wojskowych. Do zadań wydziału należało szkolenie orkiestr, opracowywanie planów szkolenia i utworów muzycznych oraz zaopatrywania w sprzęt muzyczny.
1 stycznia 1937 został zorganizowany Wydział Studiów, którego szefem został ppłk piech. Aleksander Gembal.
W styczniu 1937 przystąpiono do formowania pierwszych jednostek Obrony Narodowej. Kierownictwo nad formowaniem jednostek ON powierzono szefowi Departamentu Piechoty. W tym celu w strukturze departamentu zorganizowano Wydział Obrony Narodowej. Szefem wydziału został major Stanisław Szerski. W marcu 1938 roku zastąpił go podpułkownik Józef Zończyk Bohusz.
W latach 1937–1939 struktura organizacyjna departamentu wyglądała następująco:
- Wydział Ogólny,
- Wydział Organizacyjny,
- Wydział Wyszkolenia,
- Wydział Studiów,
- Wydział Obrony Narodowej,
- Wydział Orkiestr Wojskowych.

W maju 1939 nastąpił dynamiczny rozwój jednostek ON. W celu usprawnienia kierowania całokształtem działalności formacji utworzono Biuro do Spraw Jednostek Obrony Narodowej. 10 lipca tego roku z Departamentu Piechoty wyłączono Wydział Obrony Narodowej i podporządkowano szefowi Biura do Spraw Jednostek Obrony Narodowej, gen. bryg. Kazimierzowi Sawickiemu.
Obsada personalna Wydziału ON latem 1939 roku:
- szef Wydziału ON - ppłk piech. Józef Zończyk-Bohusz
- kierownik Referatu Organizacyjnego - kpt. piech. Kazimierz Gustaw Czermak
- kierownik Referatu Budżetowego - kpt. st. sp. int. Stanisław Marian Bigo
- kierownik Referatu – mjr Tadeusz Wiktor Rożek
- kpt. piech. Michał Olisiewicz
- urzędnik kontr. Kopytyński

W czasie kampanii wrześniowej Departament Piechoty miał kierować mobilizacją jednostek liniowych i marszowych piechoty oraz sprawować dowództwo nad jednostkami zapasowymi stacjonującymi na obszarze krajowym. W nocy z 4 na 5 września i w ciągu dnia, departament ewakuowany został wraz z całym MSWojsk. z Warszawy, a w nocy z 17 na 18 września ewakuowany do Rumunii.

## Jednostki podporządkowane szefowi Departamentu Piechoty MSWojsk.
W latach 1922–1939 szefowi Departamentu Piechoty MSWojsk. były podporządkowane następujące szkoły:
- Centralna Szkoła Podoficerów Piechoty Nr 1 w Chełmnie (od maja 1922),
- Centralna Szkoła Podoficerów Piechoty Nr 2 w Grudziądzu (od maja 1922),
- Centralna Szkoła Karabinów Maszynowych i Broni Specjalnej w Chełmnie (V-VIII.1922),
- Centralna Szkoła Strzelecka Armii w Toruniu (V-VIII.1922),
- Centralna Szkoła Strzelecka w Toruniu (od sierpnia 1922)[a],
- Oficerska Szkoła Piechoty w Warszawie (IX.1922-VIII.1928),
- Szkoła Podchorążych Piechoty w Ostrowi Mazowieckiej (od sierpnia 1928),
- Centrum Wyszkolenia Piechoty w Rembertowie (od 1931),
- Centrum Wyszkolenia Broni Pancernych w Warszawie (od 1934 w Modlinie),
- Korpus Kadetów Nr 1 we Lwowie,
- Korpus Kadetów Nr 2 w Modlinie (od lipca 1926 w Chełmie),
- Korpus Kadetów Nr 3 w Rawiczu,
- Szkoła Podoficerów Zawodowych Piechoty w Zambrowie,
- Szkoła Podchorążych Rezerwy Piechoty w Zambrowie (zlikwidowana 1 kwietnia 1935),
- Szkoła Podchorążych Piechoty dla Podoficerów w Bydgoszczy (do 31 października 1938),
- Szkoła Podoficerów Piechoty dla Małoletnich Nr 1 w Grudziądzu,
- Szkoła Podoficerów Piechoty dla Małoletnich Nr 2 w Koninie,
- Szkoła Podoficerów Piechoty dla Małoletnich Nr 3 w Nisku,
- Wojskowa Szkoła Muzyczna w Katowicach.

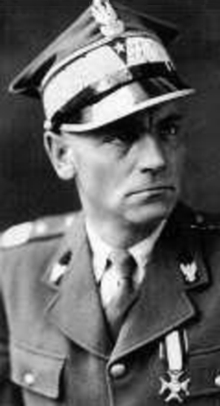
Bronisław Prugar-Ketling

## Obsada personalna departamentu
Szefowie Departamentu Piechoty MSWojsk. i ich zastępcy
W latach 1921–1939 Departamentem Piechoty MSWojsk. kierowali następujący generałowie i oficerowie:
- gen. dyw. Stanisław Wróblewski (24 VIII 1921 - 8 VII 1925)
- płk SG Stanisław Wieroński (p.o. 9 VII 1925 - 4 VI 1926)
- płk SG Kordian Józef Zamorski (p.o. od 5 VI 1926[b])
- płk SG Jerzy Ferek-Błeszyński (30 VI 1927[7] – 18 II 1928[8])
- ppłk Bolesław Andrzej Ostrowski (p.o. 8 V 1928 - 14 III 1929)
- płk dypl. Józef Ćwiertniak (14 III 1929 - 11 II 1932)
- płk dypl. Kazimierz Bogumił Janicki (28 VI 1932 - 11 XI 1935)
- płk dypl. Bronisław Prugar-Ketling (11 XI 1935 - X 1938)
- gen. bryg. Wacław Piekarski (19 XI 1938 - VIII 1939)

Obowiązki zastępcy szefa Departamentu Piechoty MSWojsk. pełnili niżej wymienieni oficerowie:
- mjr Mikołaj Freund-Krasicki (1921–1922)
- płk Bolesław Zaleski (1922–1923)
- ppłk Władysław Jan Zadembski (IX 1928)
- ppłk piech. Bolesław Andrzej Ostrowski (do IX 1931)
- ppłk piech. Stefan Leukos-Kowalski (IX 1931 - VI 1933)
- ppłk piech. Zdzisław Zajączkowski (od VII 1933)
- płk dypl. Antoni Staich (od XI 1935)
- ppłk piech. Stefan Leukos-Kowalski (III - IX 1939)

Obsada personalna departamentu w marcu 1939
- szef – gen. bryg. Wacław Piekarski
- zastępca szefa – płk dypl. Antoni Staich
- referent i kierownik kancelarii – kpt. adm. (piech.) Czesław Wituski
- szef Wydziału Ogólno-Organizacyjnego – ppłk Aleksander Gembal
- kierownik referatu – mjr adm. (piech.) Jerzy Ludwik Kisielewski
- kierownik referatu – kpt. adm. (piech.) Wacław Jasieński
- szef Wydziału Studiów – ppłk dypl. Alojzy Mazurkiewicz
- kierownik referatu – mjr dypl. Wacław Kobyliński
- kierownik referatu – mjr Franciszek Raczek
- szef Wydziału Obrony Narodowej – ppłk Józef Zończyk Bohusz
- kierownik referatu – kpt. adm. (piech.) Kazimierz Gustaw Czermak
- kierownik referatu – mjr Tadeusz Wiktor Rożek
- szef Wydziału Wyszkolenia – mjr dypl. Władysław Sylweriusz Huza
- kierownik referatu – kpt. Józef Tafelski
- kierownik referatu – mjr Henryk Marian Niemiec
- szef Wydziału Orkiestr Wojskowych – mjr adm. (kapelm.) Bogusław Jan Sidorowicz
- kierownik referatu – kpt. adm. (kapelm.) Zdenko Karol Rund

## Departament Piechoty MON w latach 1945–1947
W czerwcu 1945 na bazie Oddziału Wyszkolenia Bojowego i Fizycznego Sztabu Generalnego WP oraz Centrum Wyszkolenia Oficerów zorganizowano Departament Piechoty i Kawalerii jako organ pracy ministra obrony narodowej w sprawach wyszkolenia piechoty i kawalerii. Departament podporządkowany został I wiceministrowi ON (od 30 października tego roku – II wiceministrowi ON). 29 listopada 1947 departament został rozformowany, a jego kompetencje przejął Departament Wyszkolenia Bojowego.
W okresie od 9 lutego 1946 do 29 listopada 1947 departament miał następującą strukturę organizacyjną:
- Szefostwo,
- Wydział Wyszkolenia Bojowego,
- Wydział Służby Chemicznej,
- Naczelny Inspektorat Orkiestr,
- Sekcja Zaopatrzenia Materiałowego Wyszkolenia,
- Kancelaria Ogólna.

Pracami departamentu kierował gen. bryg. Marian Turkowski.